# Йонатан Гефен
Йехонатан Гефен (івр. יהונתן גפן; 22 лютого 1947, Нахалал, Британський мандат у Палестині — 19 квітня 2023) — ізраїльський поет, письменник, лірик, журналіст, сатирик і перекладач.

## Біографія і творчість
Гефен народився і виріс в мошаве Нахалал. У 1965 році був покликаний в армію, проходив службу в повітряно-десантній бригаді. Після закінчення офіцерських курсів служив в піхотної бригади «Голані». У 1969 році демобілізувався з армії у званні лейтенанта. Під час його служби в АОИ у Йехонатана Гефена померла мати, Авіва, яка була сестрою Моше Даяна. Після демобілізації Йехонатан Гефен переїхав в Тель-Авів і видав там свій перший збірник віршів. З тих пір його вірші стають хітами ізраїльської культури.
У віці 23 років Йехонатан поїхав вчитися до Лондона, де незабаром отримав звістку про самогубство своєї сестри Нурит і в 1972 році повернувся в Ізраїль, остаточно переїхавши в Тель-Авів, де в газеті " Маарів він отримав щотижневу колонку, яку він веде до сього дня.
З 19 років Гефен складає вірші для дітей, які завоювали широку популярність. Особельно слід відзначити збірку віршів «Шістнадцята вівця» (1978). Також Гефен написав ряд сатиричних віршів для дорослих читачів і перекладав англійських поетів і прозаїків.
Він активний учасник ізраїльського шоу-бізнесу. В 1999 та 2002 роках опублікував дві книги в жанрі сповіді «Кохана жінка» і «Хороший матеріал». Він також співпрацює з постановником Эльдадом Зивом і співаком Дэйвидом Броза, для якого написав альбом «Жінка, яка зі мною».
Гефен був двічі одружений. Від першого шлюбу з Нурит Макубар народилося двоє дітей — Авів Гефен і Шира Гефен, які теж активні в ізраїльському шоу-бізнесі.